# Yola Mamani
Yolanda Mamani (Santa María Grande, provincia Omasuyos, 1984) es una activista, locutora, productora radial, youtuber y trabajadora del hogar boliviana conocida por el programa radial Soy trabajadora del hogar, con orgullo y dignidad, emitido por Radio Deseo.

## Biografía
Yola Mamani llegó a la ciudad de La Paz a sus nueve años junto a una tía. Entonces hablaba exclusivamente aimara, el idioma de su comunidad. Desde sus doce años inició sus labores como trabajadora del hogar. Durante este primer empleo pudo concluir sus estudios escolares, pero al querer iniciar estudios universitarios fue retirada del mismo. A sus trece años se le solicitó abandonar su vestimenta tradicional de chola, a lo que se rehusó manteniendo esta característica hasta la actualidad como parte de su identidad y realizando análisis y críticas al respecto del uso a conveniencia de esta vestimenta.
Se hizo parte de la Federación Nacional de Trabajadoras Asalariadas del Hogar de Bolivia (FENATRAHOB), donde conoció al colectivo feminista boliviano Mujeres Creando y su Escuela de Radio, La voz de mi deseo.

## Locución y producción radial

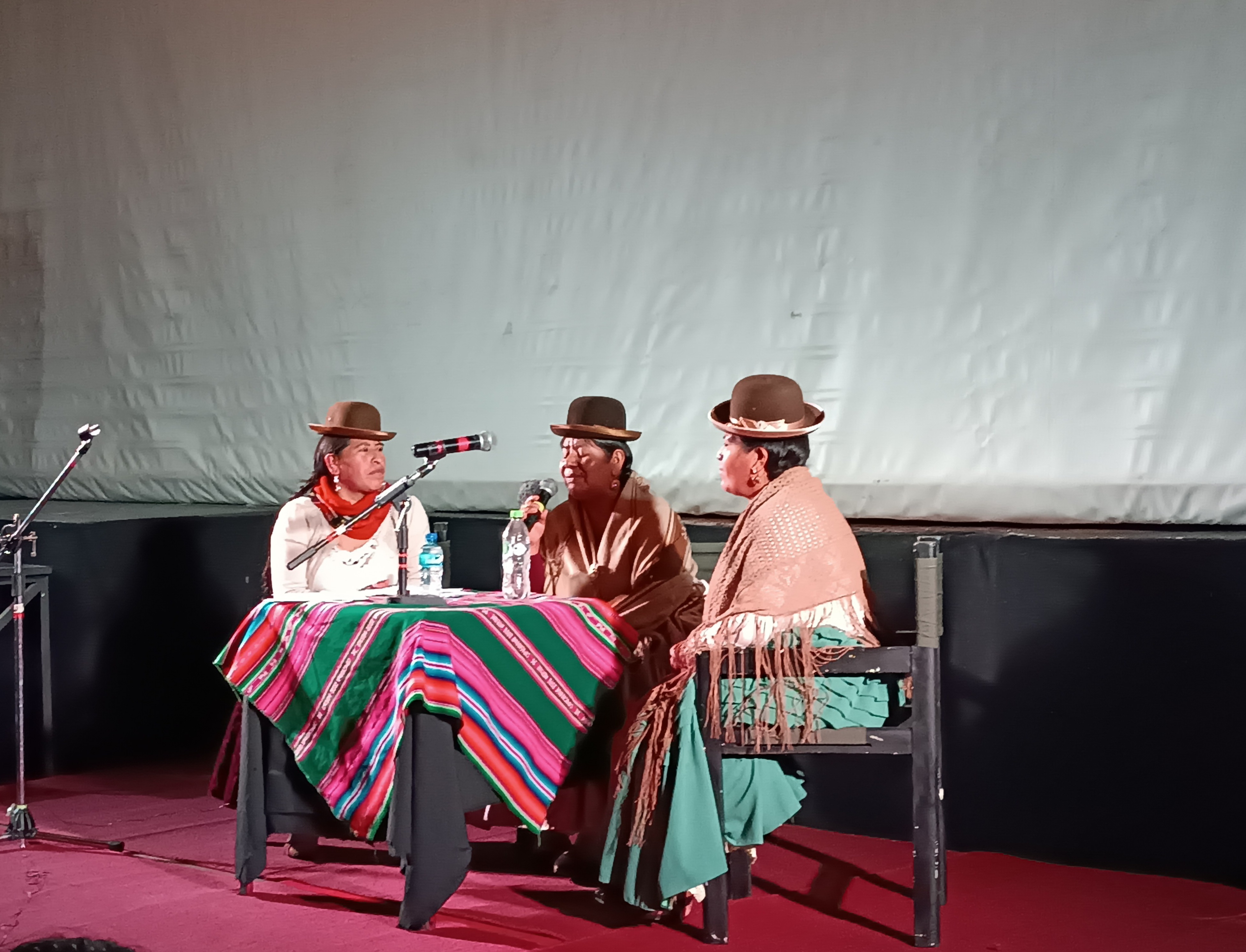
Mamani, durante un evento público.

Desde julio de 2009 y durante siete años conduce el programa radial que la ha hecho más conocida: Soy trabajadora del hogar, con orgullo y dignidad, emitido por Radio Deseo, del colectivo Mujeres Creando. En el programa se realizan denuncias de la situación de las trabajadoras del hogar en Bolivia, e incluye sectores sobre medicina tradicional y análisis de la coyuntura nacional y la situación de las mujeres.
El programa, producido por Mamani, presentaba siete secciones:
- Qhantaniwa, investigación
- Amtasipxañani,comidas de antes
- Intijalso, derechos y obligaciones
- Layqawarmi, medicina tradicional
- Sarnaqawisa, mujeres que trabajan con sus hijos
- La Bolivia de hoy no discrimina
- Democratización.

En 2019 conduce el programa Warminya tiyawinakapa, el noticiero de las mujeres en Radio Deseo. Paralelamente, es activista y defensora de los derechos de las trabajadoras. También realiza la producción y conducción del canal de YouTube “Chola Bocona”.

## Reconocimientos
En 2012 su reportaje Puestos de venta convertidos en mingitorios, ganó el Premio Municipal de Periodismo.